# Re Lear (film 1910 Lo Savio)
Re Lear è un film muto del 1910 diretto da Gerolamo Lo Savio ed interpretato da Ermete Novelli.
Nello stesso anno è stato girato il film omonimo Re Lear diretto da Giuseppe De Liguoro.

## Trama
Fra Re Lear, il sovrano d'Inghilterra e il re di Francia vi è un'aspra contesa. Quando la figlia del primo: Cordelia viene esiliata per disubbidienza, il sovrano nemico ne approfitta per sposarla e dichiarare guerra all'Inghilterra.